# ナチョ・アルバレス・ジュニア
イグナシオ・"ナチョ"・アルバレス・ジュニア（Ignacio "Nacho" Alvarez Jr., 2003年4月11日 - ）は、 アメリカ合衆国カリフォルニア州サンバーナーディーノ郡フォンタナ出身のプロ野球選手（内野手）。右投右打。MLBのアトランタ・ブレーブス所属。

## 経歴

### ブレーブス時代
2022年のMLBドラフト9巡目（全体155位）でアトランタ・ブレーブス から指名され、プロ入り。契約後、傘下のルーキー級フロリダ・コンプレックスリーグ・ブレーブスでプロデビュー。A級オーガスタ・グリーンジャケッツでもプレーし、2チーム合計で30試合に出場して打率.287、1本塁打、11打点、8盗塁を記録した。
2023年はA+級ローム・ブレーブスでプレーし、116試合に出場して打率.284、7本塁打、66打点、16盗塁を記録した。
2024年は開幕をAA級ミシシッピ・ブレーブスで迎えた。その後、AAA級グウィネット・ストライパーズを経て7月22日にメジャー契約を結んでアクティブ・ロースター入りすると、同日のシンシナティ・レッズ戦にて「2番・二塁手」で先発出場してメジャーデビュー。この年メジャーでは8試合に出場して打率.100だった。

## プレースタイル
打撃はパワーに欠けるも、コンタクト能力に優れる。守備面では敏捷性は平均を若干下回るが、遊撃手としての守備力は高く評価されている。

## 詳細情報

### 年度別打撃成績
| 年 度    | 球 団    | 試 合 | 打 席 | 打 数 | 得 点 | 安 打 | 二 塁 打 | 三 塁 打 | 本 塁 打 | 塁 打 | 打 点 | 盗 塁 | 盗 塁 死 | 犠 打 | 犠 飛 | 四 球 | 敬 遠 | 死 球 | 三 振 | 併 殺 打 | 打 率 | 出 塁 率 | 長 打 率 | O P S |
| -------- | -------- | ----- | ----- | ----- | ----- | ----- | -------- | -------- | -------- | ----- | ----- | ----- | -------- | ----- | ----- | ----- | ----- | ----- | ----- | -------- | ----- | -------- | -------- | ----- |
| 2024     | ATL      | 8     | 32    | 30    | 1     | 3     | 0        | 0        | 0        | 3     | 0     | 0     | 0        | 0     | 0     | 0     | 0     | 2     | 10    | 1        | .100  | .156     | .100     | .256  |
| MLB：1年 | MLB：1年 | 8     | 32    | 30    | 1     | 3     | 0        | 0        | 0        | 3     | 0     | 0     | 0        | 0     | 0     | 0     | 0     | 2     | 10    | 1        | .100  | .156     | .100     | .256  |

- 2024年度シーズン終了時

### 年度別守備成績
| 年 度 | 球 団 | 二塁（2B） | 二塁（2B） | 二塁（2B） | 二塁（2B） | 二塁（2B） | 二塁（2B） | 三塁（3B） | 三塁（3B） | 三塁（3B） | 三塁（3B） | 三塁（3B） | 三塁（3B） |
| 年 度 | 球 団 | 試 合      | 刺 殺      | 補 殺      | 失 策      | 併 殺      | 守 備 率   | 試 合      | 刺 殺      | 補 殺      | 失 策      | 併 殺      | 守 備 率   |
| ----- | ----- | ---------- | ---------- | ---------- | ---------- | ---------- | ---------- | ---------- | ---------- | ---------- | ---------- | ---------- | ---------- |
| 2024  | ATL   | 7          | 8          | 12         | 0          | 3          | 1.000      | 1          | 0          | 1          | 0          | 0          | 1.000      |
| MLB   | MLB   | 7          | 8          | 12         | 0          | 3          | 1.000      | 1          | 0          | 1          | 0          | 0          | 1.000      |

- 2024年度シーズン終了時

### 背番号
- 17（2024年 - ）